# Ultimul samurai (film din 1967)
Ultimul samurai (上意討ち 拝領妻始末 Jōi-uchi: Hairyō tsuma shimatsu?) este un film jidaigeki japonez din 1967, regizat de Masaki Kobayashi. Scenariul filmului, scris de Shinobu Hashimoto, a fost inspirat din romanul Hairyozuma shimatsu al lui Yasuhiko Takiguchi. Titlul original japonez al filmului este Jōi-uchi: Hairyō tsuma shimatsu. Istoricul de film Donald Richie a sugerat o traducere aproximativă în limba engleză: Rebellion – Receive the Wife („Rebeliune: primește soția”).
Filmul, a cărui acțiune are loc în secolul al XVIII-lea, prezintă povestea samuraiului Isaburo Sasahara (interpretat de Toshirō Mifune), căruia i se cere să accepte căsătoria fiului său cu o fostă concubină a seniorului și apoi să o trimită înapoi la castel, după ce fiul ei minor devenise moștenitorul lordului. Vasal supus până atunci, Isaburo se răzvrătește împotriva seniorului și încearcă să informeze guvernul de la Edo de aceste abuzuri, dar este ucis înainte de a putea să ajungă acolo.
La fel ca Harakiri (1962), Ultimul samurai realizează o critică violentă a sistemului feudal al Japoniei din perioada shogunatului Tokugawa, condamnând noțiunile de datorie și onoare, în numele cărora au fost comise numeroase abuzuri. Viziunea lui Kobayashi din cele două filme contrastează cu cea din filmele jidaigeki produse în acea vreme de studiourile Toei și Daiei. De fapt, cele două filme sunt creații atipice, deoarece, spre deosebire de Kurosawa, Mizoguchi și Okamoto, Kobayashi a realizat rar filme jidaigeki.
Ultimul samurai a câștigat premiile Kinema Junpō și Mainichi pentru cel mai bun film, precum și premiul FIPRESCI la Festivalul Internațional de Film de la Veneția.

## Rezumat
În anul 1725, în perioada Edo a istoriei Japoniei, samuraiul de vârstă medie Isaburo Sasahara este un vasal al lordului (daimyō) clanului Aizu, Masakata Matsudaira, și unul dintre cei mai pricepuți spadasini de pe feuda clanului. Sunt vremuri de pace, iar Sasahara și vechiul său prieten, Tatewaki Asano, duc lipsa bătăliilor de odinioară și se antrenează tăind cu sabia sperietori de ciori de pe câmp. Isaburo este căsătorit cu o femeie cicălitoare care nu-l iubește și are doi fii: Yogoro și Bunzo.
Într-o zi, lordul Matsudaira îi cere fiului cel mai mare al lui Isaburo, Yogoro, să se căsătorească cu fosta sa concubină, Ichi, chiar dacă aceasta este mama unuia dintre fiii săi. Cererea lordului este, de fapt, o poruncă, iar Isaburo ezită să o accepte, amintindu-și de căsătoria sa nefericită. După o lungă tergiversare, familia Sasahara acceptă în cele din urmă căsătoria lui Yogoro cu Ichi. Contrar așteptărilor, Ichi se dovedește o soție ideală pentru Yogoro, iar, după un timp, naște o fiică, numită Tomi. Văzând fericirea cuplului, Isaburo decide să se retragă din serviciul activ.
Moștenitorul principal al lordului, Masamoto, moare însă în urma unei boli, iar fiul lui Ichi, Kikuchiyo, devine noul moștenitor. Conform regulilor, Ichi, în calitate de mamă a noului moștenitor, nu poate rămâne soția unui vasal, iar lordul îi poruncește fostei sale concubine să se întoarcă la castel pentru a avea grijă de fiul lor. Familia Sasahara refuză să se conformeze ordinelor seniorului, dar Ichi este păcălită să se întoarcă la castel de fiul mai mic al lui Isaburo, la presiunea mamei sale și a membrilor îndepărtați ai familiei. În schimb, cancelarul clanului trimite o doică pentru a o alăpta pe micuța Tomi.
Isaburo și Yogoro trimit o scrisoare de protest și cer trimiterea înapoi a lui Ichi, amenințând că vor aduce informa guvernul de la Edo de abuzul lordului, iar, în consecință, Matsudaira le cere să-și facă seppuku pentru nesupunerea și insolența lor. Din moment ce ofertele de împăcare sunt respinse, Isaburo și Yogoro se pregătesc de luptă. Un mesager de la castel o aduce pe Ichi la casa familiei Sasahara, afirmând că ordinul de seppuku va fi comutat în cel de detenție într-un templu din apropierea castelului dacă Yogoro sau Ichi vor renunța de bună voie la căsătorie. Înțelegând că situația este lipsită de speranță, Ichi apucă o suliță și se sinucide, iar Yogoro care încearcă să o oprească este ucis de gărzile lordului. Înnebunit de furie, Isaburo îi ucide pe toți membrii gărzilor, inclusiv pe mesagerul lordului, și apoi îi îngroapă pe cei doi soți.
Sasahara o ia pe Tomi și pornește spre graniță, cu gândul să ajungă la Edo și să-i prezinte shogunului abuzurile săvârșite de lordul Matsudaira. El ajunge la poarta de ieșire și este oprit acolo de Tatewaki Asano, vechiul său prieten, care-l provoacă la duel. Lupta celor doi este crâncenă și se termină cu uciderea lui Asano. Cu toate acestea, Sasahara nu poate ieși de pe teritoriul clanului, deoarece este împușcat de la distanță de mai multe ori de gărzile senioriale. În timp ce Isaburo își dă ultima suflare, apare doica lui Tomi, care fusese martoră a acelor întâmplări, și o ia cu ea pe fetiță.

## Distribuție
- Toshirō Mifune — samuraiul Isaburo Sasahara din grupul de escortă al seniorului,[2][3] un excelent spadasin[13]
- Gō Katō — Yogoro, fiul cel mare al lui Isaburo[2][16]
- Yōko Tsukasa — Ichi, fosta concubină a seniorului și apoi soția lui Yogoro[2][16]
- Tatsuyoshi Ehara — Bunzo, fiul cel mic al lui Isaburo[2][17]
- Michiko Osuka — Suga, soția lui Isaburo[18]
- Etsuko Ichihara — Kiku, soția pedestrașului Kariya Bansaku, doica micuței Tomi[17]
- Tatsuya Nakadai — samuraiul Tatewaki Asano, militarul însărcinat cu paza hotarului, prietenul lui Isaburo[16]
- Shigeru Kōyama — Geki Takahashi, administratorul castelului[3]
- Masao Mishima — Sanzaemon Yanase, cancelarul clanului[3]
- Isao Yamagata — Kotani (în unele surse Shobei Tsuchiya), șeful grupului de escortă[3][19]
- Tatsuo Matsumura — lordul Masakata Matsudaira, seniorul clanului Aizu[16]
- Takamaru Sasaki — Kenmotsu Sasahara, rudă a lui Isaburo, bătrânul familiei[3]
- Jun Hamamura — Hyoemon Shiomi, arhivarul castelului, tatăl lui Ichi[3]
- Emi Yamada — soția lui Shiomi, mama lui Ichi[3]
- Hisano Yamaoka — mama lui Sannojo Kasai (logodnicul lui Ichi)[4]
- Tomoko Hito — Yoshino, bătrâna care o însoțește pe Ichi[4]
- Hideo Fukuhara — Sahei, slujitorul bătrân al familiei Sasahara[3]
- Noriko Kawajiri — Nui, slujnică a familiei Sasahara[3]
- Tetsuko Kobayashi — Otama, noua concubină a seniorului[5]
- Yoshio Aoki — Ryūzō (Takazo) Komiya, mesagerul clanului[4]

## Producție

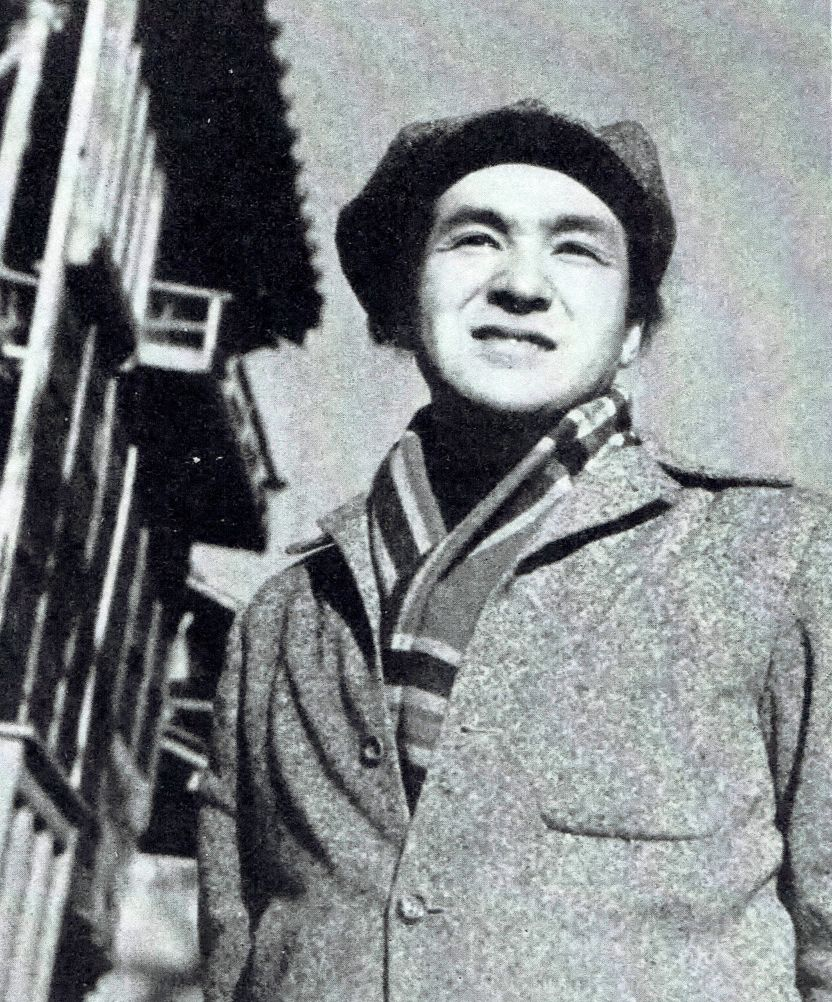
Cineastul japonez Masaki Kobayashi (1916–1996)

Industria cinematografică japoneză intrase într-o perioadă de declin la începutul anilor 1960: tânăra generație de spectatori prefera filmele americane, în timp ce spectatorii mai în vârstă nu mai mergeau la cinematograf și vizionau filmele prezentate la televizor. Filmele produse de compania Toho și de celelalte studiouri majore japoneze pierduseră competiția cu filmele americane: astfel, în timp ce studiourile de la Hollywood produceau filme cu James Bond, compania Toho realiza filme minore cu spioni precum seria „Poliția Secretă Internațională” cu Tatsuya Mihashi.
Scenariul filmului, scris de Shinobu Hashimoto (colaboratorul obișnuit al lui Akira Kurosawa), a fost inspirat din romanul Hairyozuma shimatsu al lui Yasuhiko Takiguchi. Mifune interpretează aici un personaj pe care nu l-a mai jucat anterior: un samurai de vârstă medie, cu o căsătorie nefericită și copii adulți. Compania Toho, unde colabora în acea vreme regizorul Masaki Kobayashi, a fost reticentă să finanțeze de una singură proiectul acestui film, așa că Ultimul samurai a fost produs în colaborare de companiile Toho și Mifune Productions. Producătorii filmului au fost Tomoyuki Tanaka și Toshirō Mifune. Secvențele de interior au fost filmate pe noul platou de 500 metri pătrați al companiei lui Mifune, care costase 140 de milioane de yeni (aproximativ 400.000 de dolari), bani pe care actorul japonez îi obținuse pentru apariția în filmul american Grand Prix (1966) al lui John Frankenheimer. Platoul fusese inaugurat oficial la 15 decembrie 1966, iar Ultimul samurai a fost primul film turnat acolo.
Ultimul samurai a fost filmat pe o peliculă Toho Scope alb-negru. Muzica, compusă de Tōru Takemitsu, este interpretată aproape exclusiv la instrumente tradiționale japoneze precum shakuhachi, biwa și taiko. Durata filmului este de 128 de minute. Lungimea peliculei este de 3.503 metri.

## Tematică
Filmele lui Kobayashi reflectă viziunea pacifistă a cineastului asupra lumii, înfățișând societatea japoneză medievală în tonuri extrem de întunecate și pe protagoniști ca pe niște răzvrătiți împotriva sistemului. Urmare a unei educații seculare, japonezii au ajuns să acorde o importanță mai mare onoarei decât vieții, venerându-și superiorii și respectând cu fanatism ordinele acestora.
Întrebat cu privire la tema filmului Harakiri, Masaki Kobayashi a spus: „Toate filmele mele [...] sunt preocupate de rezistența în fața unei puteri înrădăcinate. Despre aceasta este vorba, desigur, în Harakiri și în Ultimul samurai. Presupun că am contestat întotdeauna autoritatea”. Cineastul japonez nu ecranizează povești eroice și nici nu glorifică mitul samurailor precum alți autori de filme chambara, ci critică cu brutalitate fundațiile filozofice care stau la baza codului samurailor.
„Ultimul samurai înfățișează o societate care pare mai așezată, dar este, după cum descoperă eroul, mai trădătoare și mai puțin iertătoare a fărădelegilor percepute”, afirma criticul Terrence Rafferty într-o recenzie publicată în ziarul The New York Times. Personajele filmului sunt stăpânite de pasiuni profunde, dar trebuie să se supună unor reguli sociale rigide care își pun amprenta până în cele mai mici detalii asupra mișcării și vorbelor. Intervenția autorității în viața particulară generează tensiuni, care nu pot fi rezolvate amiabil deoarece voința seniorului are putere de lege. Nu există o cale de mijloc între supunere și nesupunere: încălcarea voinței seniorului înseamnă răzvrătire și este pedepsită cu moartea. Prinse ca într-o menghină, personajele filmului înțeleg că autoritățile cărora le-au fost loiale toată viața sunt capricioase și crude, comportându-se dușmănos atunci când interesele lor au devenit divergente.
Filmul lui Kobayashi poate fi considerat un manifest social împotriva conformismului, trăsătură predominantă pentru o lungă perioadă de timp în societatea niponă, și o încercare de a provoca o dezbatere etică centrată pe drepturile individuale ale cetățenilor, susținea criticul american Roger Ebert.

## Lansare
Ultimul samurai a fost lansat oficial în mai–iunie 1967 în Japonia, unde a fost distribuit de compania Toho. După o lansare limitată în câteva cinematografe la 27 mai 1967, a avut loc o lansare generală o săptămână mai târziu, la 3 iunie 1967.
După ce a fost prezentat în septembrie 1967 la Festivalul Internațional de Film de la Veneția (Italia) și la 24 septembrie 1967 la Festivalul de Film de la New York, filmul a fost lansat în decembrie 1967 în Statele Unite ale Americii, unde a fost distribuit de Toho International Company, Ltd., într-o versiune de 120 de minute cu subtitrare în limba engleză. O versiune home video a fost pusă în vânzare sub titlul Samurai Rebellion. Au urmat lansări oficiale în Italia la 18 aprilie 1968, în Spania la 31 mai 1968, în Suedia la 18 august 1969, în Argentina la 12 martie 1970 și în Mexic la 17 februarie 1972.
Masaki Kobayashi este cunoscut în prezent în Statele Unite ale Americii în special pentru cele trei filme realizate succesiv: Harakiri (1962), Kwaidan (1964) și Ultimul samurai (1967), pe care criticul Stephen Prince le consideră „cele mai desăvârșite și mai valoroase filme” ale regizorului japonez.

## Recepție

### Aprecieri critice

#### Comparații cuHarakiri
Filmul lui Kobayashi a fost foarte bine primit de criticii cinematografici, care au scos în evidență asemănările cu Harakiri (1962) în ceea ce privește criticarea sistemului feudal japonez și expunerea brutalității clanurilor.  În ambele filme Masaki Kobayashi creează o societate închisă cu structuri rigide, supusă unor constrângeri sociale, evidențiată vizual prin aranjamente geometrice simetrice. Acțiunile samurailor sunt supuse unor coduri sociale de obligații (așa-numitele giri), iar din acest motiv, potrivit profesorului David Desser, „filme precum Harakiri și Ultimul samurai ale lui Kobayashi se sprijină în mare măsură pe plasarea unui individ captiv în interiorul unei structuri sociale rigide”, având un ton nihilist sau fatalist. În această situație, eroului samurai îi rămâne o singură alegere: moartea solitară, pentru ca apoi, în filmul Harakiri, să i se elimine însăși existența sa din înregistrările istorice.
În opinia istoricului de film Stuart Galbraith IV, cele două filme ale lui Kobayashi subminează noțiunile de datorie și onoare, în numele cărora au fost comise numeroase abuzuri. Dorința seniorului devine în acea vreme o adevărată poruncă, iar nerespectarea ei atrage acuzația de nesupunere și condamnarea celor vinovați la seppuku. Personajul principal al filmului, Isaburo Sasahara, încearcă prin toate mijloacele să ocolească aceste tradiții feudale, dar înțelege în final că nu există niciun mod de a se opune voinței stăpânului.

#### Percepțiile critice inițiale
Criticii americani ai vremii au scris recenzii favorabile filmului, dar au confundat ritmul chibzuit al lui Kobayashi cu monotonia. Astfel, deși a scris că Ultimul samurai era „probabil [...] cel mai bun film japonez al anului”, „Chie”, criticul revistei Weekly Variety, s-a plâns că „nimic nu se întâmplă, cu excepția pălăvrăgelii, în prima oră și 40 de minute, iar acțiunea de pe ecran explodează în cel mai incisiv chambara de la Harakiri încoace”, în timp ce A. H. Weiler de la The New York Times a afirmat că: „în ciuda ritmului lent scârțâitor și al unui format care este adesea mai apropiat de cel al telenovelelor, el se transformă într-o legendă convingătoare prin reliefarea opoziției unui om împotriva tiraniei într-o epocă în care o astfel de opoziție era de neconceput”.
Filmul a fost catalogat „fără speranță” și „deprimant” prin faptul că eroul acceptă să se jertfească atunci când înțelege că nu poate învinge. În opinia criticului Kevin Thomas de la Los Angeles Times, Ultimul samurai este unul dintre cele mai bune filme japoneze ale anului 1967 deoarece exprimă „rigiditatea sufocantă a existenței rituale a personajelor”, dar, cu toate acestea, „îi lipsește simplitatea viguroasă și ritmul antrenant al filmului Harakiri”.

#### Opiniile critice ulterioare
Odată cu trecerea timpului, opiniile critice au devenit tot mai entuziaste: Stephen Prince a scris că Ultimul samurai este un film jidaigeki clasic, în timp ce Stuart Galbraith IV a evidențiat modul surprinzător de filmare prin alternarea în unele momente ale planurilor îndepărtate cu planurile apropiate cu ajutorul lentilelor telescopice sau prin înghețarea cadrelor ca în secvența atacului lui Ichi asupra noii concubine a seniorului. „Fiecare cadru este compus impecabil, fiecare mișcare a camerei este lină și echilibrată, fiecare tăietură de montaj logică și exactă. Filmarea însăși este realizată într-un mod ordonat, fără a fi apăsătoare. Aceasta este o realizare impresionantă și în acest context una extraordinar de emoționantă”, scria Terrence Rafferty în ziarul The New York Times.
În ciuda faptului că este un film sumbru, Ultimul samurai conține în mod surprinzător momente de sensibilitate și de umor negru. Astfel, întrebat înainte de luptă de Kiku de ce a scos din cameră tatamiul, Isaburo îi răspunde că nu vrea să alunece pe tot sângele care va curge. Există, de asemenea, numeroase momente sensibile: relația lui Ichi cu Yogoro și cu tatăl lui, Isaburo, iubirea lui Isaburo pentru nepoata lui, Tomi, îndemnul lui Tatewaki ca Isaburo să piardă lupta în schimbul promisiunii că va fi un tată bun pentru mica Tomi și legănarea lui Tomi de către Tatewaki până când Sasahara găsește un loc unde să o așeze pentru a o feri din calea luptei.
Un rol important în crearea unor efecte dramatice o are coloana sonoră bântuitoare a lui Tōru Takemitsu care combină muzica interpretată la instrumente tradiționale cu tăcerea adâncă, rupând monotonia narațiunii și contribuind la creșterea autenticității momentelor prezentate în film. Yōko Tsukasa, o actriță ce a portretizat în principal soții supuse și credincioase, realizează aici o interpretare deosebit de expresivă prin evidențierea unei game largi de emoții: de la iubire la verticalitate morală și până la mânie, făcându-l pe Isaburo Sasahara să afirme că Ichi este mai puternică decât el sau fiul său.
Enciclopedia cinematografică germană Lexikon des internationalen Films descrie astfel acest film: „În Japonia secolului al XVIII-lea, trei persoane – un tată și un tânăr cuplu căsătorit – încearcă să-și impună dreptul la libertate împotriva unui senior feudal despotic. Similar cu «Harakiri» (1962), regizorul Kobayashi creează o dramă istorică copleșitoare în plan vizual a arbitrariului puterii aristocratice și a prăbușirii castei tradiționale a samurailor. Cadrele cu compoziție riguroasă sunt inspirate din pictura japoneză veche și din estetica teatrului Nô.”. Filmul are în prezent un rating de aprobare de 100% pe site-ul agregatorului de recenzii Rotten Tomatoes, pe baza a 9 recenzii, cu o medie ponderată de 7,62/10. Nu există încă un consens critic cu privire la film.

### Premii
Ultimul samurai a obținut mai multe premii în Japonia, printre care: premiile Kinema Junpō pentru cel mai bun film, cel mai bun regizor (Kobayashi) și cel mai bun scenariu (Shinobu Hashimoto, de asemenea, pentru The Emperor and a General) și premiul Mainichi pentru cel mai bun film. A fost vizionat, de asemenea, în străinătate și a câștigat premiul Institutului Britanic de Film și, alături de La Cina è vicina, premiul FIPRESCI la Festivalul Internațional de Film de la Veneția.
| Premiu                                                      | Data ceremoniei               | Categorie             | Laureat/laureați  | Rezultat     | Note                |
| ----------------------------------------------------------- | ----------------------------- | --------------------- | ----------------- | ------------ | ------------------- |
| Festivalul Internațional de Film de la Veneția              | 26 august – 8 septembrie 1967 | Premiul FIPRESCI      | Masaki Kobayashi  | Câștigat     | [ 2 ] [ 55 ] [ 56 ] |
| Premiul Institutului Britanic de Film                       | 1967                          | cel mai bun film      | Masaki Kobayashi  | Câștigat     | [ 54 ] [ 56 ]       |
| Premiile Kinema Junpō                                       | 1968                          | cel mai bun film      | Masaki Kobayashi  | Câștigat     | [ 2 ] [ 52 ]        |
| Premiile Kinema Junpō                                       | 1968                          | cel mai bun regizor   | Masaki Kobayashi  | Câștigat     | [ 2 ] [ 52 ]        |
| Premiile Kinema Junpō                                       | 1968                          | cel mai bun scenarist | Shinobu Hashimoto | Câștigat     | [ 2 ] [ 52 ]        |
| Premiile Mainichi                                           | 1968                          | cel mai bun film      | Masaki Kobayashi  | Câștigat     | [ 2 ] [ 53 ]        |
| Festivalul Internațional de Film de la Mar del Plata        | 15 martie 1968                | cel mai bun film      | Masaki Kobayashi  | Nominalizare | [ 57 ]              |
| Festivalul Internațional de Film de la Valladolid (Seminci) | 21–28 aprilie 1968            | Spicul de Aur         | Masaki Kobayashi  | Câștigat     | [ 58 ]              |

## Legături externe
- en  Ultimul samurai la Internet Movie Database
- en  Ultimul samurai (film din 1967) la Rotten Tomatoes
- en  Ultimul samurai (film din 1967) la AllRovi
- ja Ultimul samurai în Japanese Movie Database